# Grigori Akinfijewitsch Demidow

Grigori Akinfijewitsch Demidow

Grigori Akinfijewitsch Demidow (russisch Григорий Акинфиевич Демидов; * 14. Novemberjul. / 25. November 1715greg.; † 13. Novemberjul. / 24. November 1761greg. in St. Petersburg) war ein russischer Unternehmer, Botaniker und Mäzen.

## Leben
Demidow aus der Adelsfamilie Demidow ließ sich in Solikamsk nieder und gründete 1730 in Moljobka (Region Perm) ein Sägewerk und 1736 ein Eisenwerk. 1731 heiratete er Anastasija Pawlowna Surowzewa (1713–1763), Tochter eines lokalen Salzproduzenten. Sie hatten drei Söhne Alexander, Pawel und Pjotr, die zur Erziehung und Bildung für 10 Jahre ins Ausland geschickt wurden, und sieben Töchter. Die Tochter Pulcherija heiratete den Direktor der Akademie der Künste Alexander Kokorinow, während Natalja den Architekten Iwan Starow heiratete.
In Solkamsk legte Demidow den ersten privaten botanischen Garten in Russland an, wodurch er sehr bekannt wurde. Er sammelte Pflanzen aus allen Teilen Russlands und korrespondierte mit Carl von Linné, Johann Bernhard von Fischer und Traugott Gerber. Im Dezember 1742 besuchten  Johann Georg Gmelin, Gerhard Friedrich Müller und Georg Wilhelm Steller während der Rückkehr von der Großen Sibirien-Expedition Demidow in Solikamsk, der ihnen auch seine Gewächshäuser zeigte.
Demidow erbte von seinem Vater Akinfi Nikititsch Demidow unter dem Einfluss dessen zweiter Frau Jefimija Iwanowna geborene Palzewa 1745 wie sein älterer Bruder Prokofi Akinfijewitsch nur Salzgewinnungsbetriebe und Ländereien in den Gouverments Kasan, Kaluga, Nischni Nowgorod, Jaroslawl und Wologda, während der jüngste Bruder Nikita Akinfijewitsch alle Hüttenwerke und den größten Teil des Kapitals, erhielt. Prokofi Akinfijewitsch beklagte sich über die ungerechte Erbteilung des väterlichen Vermögens beim einflussreichen Vizekanzler Michael Larionowitsch Woronzow, und beide älteren Brüder beantragten nun bei Kaiserin Elisabeth die Aufhebung des Testaments, worauf im Auftrage der Kaiserin Generalfeldmarschall Alexander Buturlin entsprechend den damaligen Erbgesetzen das väterliche Erbe in drei gleichwertigen Teilen auf die drei Brüder verteilte.
Grigori Demidow ließ sich nun zur Führung seiner enorm angewachsenen Geschäfte mit seiner Familie in St. Petersburg nieder, wo er einige Häuser besaß und einer der bedeutendsten Eisen- und Kupfer-Produzenten war. Nach dem Brand im Gebäude der St. Petersburger Kunstkammer im Dezember 1747 stellte Demidow sein Haus für die Bestände der Bibliothek der Akademie der Wissenschaften und der Kunstkammer zur Verfügung. Demidows Haus war nun eine vollgültige Bibliothek, die von Lomonossow, Gerhard Friedrich Müller und anderen Mitgliedern der Akademie der Wissenschaften benutzt wurde und bis 1766 bestand, als die Bestände in die Kunstkammer zurückkehrten.

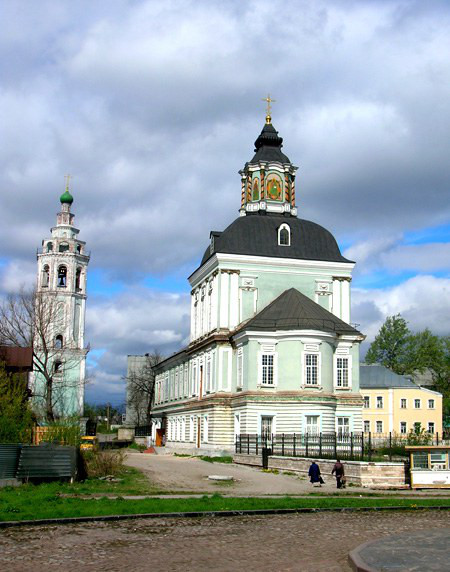
Nikolo-Sarezki-Kirche, Tula (1730–1734)

Demidow betrieb weiter seinen Garten in Solikamsk und schickte 1748 eine große Pflanzensammlung an Linné. Er hatte Georg Wilhelm Stellers Sammlung mit 80 Pflanzen nach dessen Tod übernommen und übergab sie 1748 persönlich der Akademie der Wissenschaften. 1756 ließ er auf eigene Kosten von der Akademie zwei Bücher in Russischer Sprache und anderen Sprachen auf kostbarem Alexandria-Papier drucken. Jean Chappe d’Auteroche besuchte auf seiner Reise nach Tobolsk zur Beobachtung der seltenen Venusdurchgänge vor der Sonne im März 1761 Demidows Garten in Solikamsk und bewunderte die 12 Gewächshäuser mit Zitronen- und Orangenbäumen.
In Bissert gründete Demidow 1761 das Bissert-Eisenwerk und ließ dafür den Fluss Bissert anstauen.
Demidow wurde in der Demidow-Familiengruft in der Nikolo-Sarezki-Kirche seines Vaters in Tula bestattet.